# Taraxacum laeticeps
Taraxacum laeticeps — вид квіткових рослин з родини айстрових (Asteraceae). Вид зростає в Європі: Данія, Польща, Швеція; це багаторічна рослина помірних біомів.